# Наука «Інтерстеллара»
«Наука „Інтерстеллара“» (англ. The Science of Interstellar) — науково-популярна книга фізика-теоретика та астронома Кіпа Торна, опублікована в 2014 році. Книга докладно розповідає про досвід роботи автора науковим консультантом науково-фантастичного фільму «Інтерстеллар», про затронуті у фільмі астрономічні явища та фізичні закони. Передмову до книги написав режисер фільму Крістофер Нолан.
Це друга науково-популярна книга Торна — перша його книга «Чорні діри та складки часу» була опублікована у 1994 році.

## Ідея та робота над фільмом
Кіп Торн був автором ідеї фільму «Інтерстеллар» (спільно з Ліндою Обст). Ідея фільму, в якому сучасні фізичні теорії стають основою сюжету, з'явилася у Торна в середині 2000-х років. Спочатку він звернувся до Стівена Спілберга, який зацікавився цією ідеєю і запросив як сценариста Джонатана Нолана. Після розриву відносин Спілберга зі студією Universal Pictures режисером картини був призначений Крістофер Нолан, а Торн виступив науковим консультантом та виконавчим продюсером фільму.
Сам Кіп Торн у своїй книзі так описує роботу над фільмом:
|  | Фільм Крістофера Нолана «Інтерстеллар» підійшов ідеально для того, щоб пояснити людям, що таке наука та яку велику силу вона дає. Мені випала щаслива нагода брати участь у його створенні від самого початку, допомагаючи Нолану та його колегам вплести в тканину оповідання компоненти справжньої науки. |

## Зміст
У книзі Кіп Торн пояснює наукові концепції, що лежать в основі фільму. Вчений розповідає про чорні діри, кротовини, додаткові виміри, гравітаційні аномалії, квантову гравітацію і сингулярність, міжзоряні перельоти і подорожі в часі.

## Відгуки
Журнал «Популярна механіка» високо оцінює книгу і вважає, що вона буде цікава читачам, які цікавляться космологією, навіть у відриві від фільму: «Однозначно тут доведеться замислюватися і розмірковувати, чого, в принципі, автор і досягає». Наталія Ломикіна в огляді «РБК Стиль» називає читання книги Торна дуже захоплюючим для аудиторії різного ступеня підготовленості і заявляє, що книга краща за фільм.